# Тиражная смесь
Тиражная смесь (также тиражный ликёр, от фр. liqueur de tirage) — препарат, добавляемый в игристое вино в процессе производства с целью запустить второй процесс ферментации (который и придаёт вину пенистость). Представляет собой  смесь виноматериалов, сахара и дрожжей; количество сахара определяет будущее давление в бутылке.
Согласно постановлению ЕС 2332/92 (статья 2b) тиражная смесь может включать лишь следующие компоненты:
- дрожжи в сухом виде или разбавленные вином;
- сахар в виде сахарозы;
- концентрат виноградного муста;
- очищенный концентрат муста[нем.].